# NHKにようこそ!
『NHKにようこそ!』（エヌエイチケイにようこそ）は、滝本竜彦による日本の小説。イラストは安倍吉俊が担当している。ウェブサイト「Boiled Eggs Online」にて、2001年1月29日から4月16日まで連載され、角川書店より2002年1月に単行本が刊行された。作品の題名にある「NHK」とは、日本の公共放送である日本放送協会（Nippon Hoso Kyokai）の略ではなく、日本ひきこもり協会（Nihon Hikikomori Kyokai）の略である。大学を中退した引きこもりの青年と、それを救うことが目的という少女を軸に、引きこもりの葛藤する姿を描いた作品。
『月刊少年エース』にて大岩ケンヂによるコミカライズが2004年2月号から2007年6月号まで連載された。2006年にはアニメ化された。2006年7月時点で漫画版の累計部数は200万部を記録している。
2006年9月15日より、コミュニティサイト「BEWE」にて、オフィシャルサポーターズクラブ「日本ひ○こ○り協会 BEWE支部」が開設された。
エホバの証人の元2世信者で漫画家のいしいさやによると、本作はエホバの証人において禁書扱いされているという。

## あらすじ
大学を中退して4年目の佐藤達広は、ひきこもりとなり脱法ドラッグを常用するなど自堕落な生活を送っていた。佐藤は、自分が大学を辞め、無職でひきこもりであることなど全てが、謎の巨大組織の陰謀であると妄想する。その組織の名はNHK（日本ひきこもり協会）。
そんな折、佐藤は宗教の勧誘に現れた中年婦人の連れの美少女と出会い、その後も漫画喫茶の面接の際に偶然再会するが佐藤は直ぐに逃げ出してしまう。
面接の履歴書から住所を突き止めた謎の美少女は佐藤の家に履歴書と共に公園まで来るように書いた手紙を添える。
中原岬と名乗る美少女は佐藤をひきこもりから脱却させるべく、「プロジェクト」の遂行を宣言。その「プロジェクト」の目的が不明のまま、岬による佐藤のカウンセリングが始まり、さらに程なくして偶然同じアパートに住んでいた後輩の山崎薫と共にゲーム作りに励む事になる。

## 登場人物

### 主要人物
佐藤達広（）
声 - 小泉豊 / 幼少期 - 木村はるか
本作の主人公。北海道出身の22歳。誕生日は1月28日。血液型はA型。ひきこもり歴4年（ひきこもりの部分がひ○こ○りになっていることもある）。自らを「マスターオブひきこもり」と自認しているニート。
高校を卒業後、地元を離れ、関東の大学に通うが中退する。その後も実家には戻らず、大学時代と同じアパートにて、親からの仕送りによって生活を続けていた。
後に高校の頃の文芸部の後輩である山崎薫と再会し、エロゲー作りに参加する。
ひきこもり気味の対人恐怖症気味だが、近所のコンビニに行くなどの軽度の外出は可能。嘘をつくとやめられず、段々嘘が大きくなっていくので、すぐバレる。
物語のはじめは性的志向に関してはいたってノーマルであったが、山崎の影響で、ロリコンやオタクになってしまう。1週間閉じこもってエロ画像を30ギガも集め、山崎にアホ・気持ち悪いと言われ「ロリ脱出作戦」をけっこうするが、ただJSのパンチラを盗撮しようとする変態行為だった。岬に見つかり、「俺はロリコンじゃない！」と逃げようとしたが突風が吹いてJSのスカートが捲れてパンツ丸見えになった瞬間、激写している。
合法ドラッグ服用等により幻覚を見る事もしばしば。自殺未遂を経験したことがある。一時的に入院した際には生活の荒廃ぶりを医師から指摘され、トロトロ（小林四郎）には統合失調症を疑われる。
ハンドルネームは「SA10」（サトー/佐藤）。
中原岬（）
声 - 牧野由依
佐藤をひきこもりから立ち直らせようとする謎の美少女。18歳。黒髪のショートカット。
他人の気を引くために無理なキャラ作りをする事も多々。料理や掃除等家事全般はこなせる模様。
とある宗教団体の信者である叔母の勧誘活動を手伝う。
佐藤が逃げ出そうとするたびに阻止するが、その際の手段は選ばない。自殺志願者のようなところがあり、ヤンデレ的なところもある。
佐藤にまな板呼ばわりされるが、アニメ版の胸は大きめ。
原作小説・漫画版・アニメ版で、境遇や半生などの設定に大きな差異がある。
山崎薫（）
声 - 阪口大助 / 幼少期 - 木川絵理子
佐藤の後輩。21歳。中学時代、いじめられていた所を先輩の佐藤達広に助けられる。重度のオタクで美少女キャラが大好き。
佐藤の部屋の隣に住み、大音量でアニメソングを流していた。エロゲ作りにおける佐藤のパートナーであり、佐藤をオタクの世界に引き込んだ張本人。
アニメの専門学校である「夜々木アニメーション学院」に通う（アニメ版では「伐々木デザイナー学院」）。
ひきこもりである佐藤を見下しながらも慕っており、エロゲー作り以外でも何かと支援する。
感情の起伏が激しく、怒るとすぐに突っかかってくるが腕っ節はからっきし。初恋のトラウマから、屈折した恋愛観を持つ。七菜子という彼女がいる。
実家は北海道で農業を営んでいる。長男であるため、度々家業を継ぐよう迫られる。漫画版では実家に戻らず、歌舞伎町でホストになった場面がある。
ハンドルネームは「ミア」（声 - 岩男潤子）。
柏瞳（）
声 - 小林沙苗
佐藤の高校時代の先輩。薬物依存症で自傷癖あり。
漫画版の職業は国家公務員。かなり有能であるが職場では疎んじられている。大学時代の先輩、城ヶ崎と結婚する。
情緒不安定気味で、佐藤に不倫関係を迫ることも。
ハンドルネームは「*HANA」（ハナハナ）。
アニメ版の愛車はスズキ・アルトラパン。

### その他の人物
これらの人物は小説版には登場しない。
緑川七菜子（）
声 - 宍戸留美
漫画版では菜々子。小説版では名前のみ登場。
山崎と同じアニメーション学校の声優科に通う女の子。ツンデレ。山崎薫の彼女（一応）。
美少年・美少女好き。
城ヶ崎彰（）
声 - 飛田展男
柏瞳の婚約者。外見や性格が良く仕事もこなす、優秀な人物。
職業が、漫画版とアニメ版とでは異なっている。
小林恵（）
声 - 早水リサ
佐藤の高校時代の同級生。
高校時代は真面目な学級委員長だった。そのため佐藤からは「委員長」と呼ばれている。
高校卒業後しばらくしてから、マルチ商法会社の下っ端勧誘員となる。
重度のひきこもりとなった兄がいる。
小林友一（）
声 - 竹本英史
小林恵の兄。漫画版での名前は「四郎」。
佐藤よりも重度のひきこもり。ネットゲームで佐藤と知り合う。ハンドルネームは「トロトロ」（声 - 宍戸留美）。
ひきこもりから脱出するきっかけと経過が、漫画版とアニメ版では大きく異なる。
ひきこもり星人（）
声 - 松崎亜希子、片貝薫、塩屋翼
漫画版・アニメ版のマスコットキャラ。紫色の肌を持つ。
佐藤の妄想の中から飛び出した。「ヒヒヒ」と笑う。「エロス」と書かれた本を持つ。アニメ版各話のエンディングにも登場する。

## 既刊一覧

### 小説
- 滝本竜彦（著） / 安倍吉俊（イラスト） 『NHKにようこそ!』 角川書店、2002年1月28日発売[8]、ISBN 4-04-873339-7
  - 「文庫版」2005年6月25日発売[9]、ISBN 4-04-374702-0

### 漫画
『月刊少年エース』で2004年2月号から2007年7月号まで連載。
- 滝本竜彦（原作） / 大岩ケンヂ（作画） 『NHKにようこそ!』 角川書店〈角川コミックス・エース〉、全8巻
  1. 2004年6月26日初版発行（6月24日発売[10]）、ISBN 4-04-713636-0
  2. 2004年11月26日初版発行（11月22日発売[11]）、ISBN 4-04-713681-6
  3. 2005年5月26日初版発行（5月24日発売[12]）、ISBN 4-04-713715-4
  4. 2005年11月26日初版発行（11月24日発売[13]）、ISBN 4-04-713758-8
    - 「初回限定版」2005年11月9日発売[14]、ISBN 4-04-900777-0

  5. 2006年6月26日初版発行（6月22日発売[15]）、ISBN 4-04-713828-2
  6. 2006年11月25日初版発行（11月21日発売[16]）、ISBN 4-04-713871-1
    - 「初回限定版」2006年11月7日発売[17]、ISBN 4-04-713851-7

  7. 2007年5月26日初版発行（5月24日発売[18]）、ISBN 978-4-04-713924-4
  8. 2007年7月26日初版発行（7月24日発売[19]）、ISBN 978-4-04-713943-5
    - 初回限定「ひきこもり卒業証書」つき

## テレビアニメ
『N・H・Kにようこそ!』のタイトルで、2006年7月から12月まで日本全国の独立UHF局で放送。前半から中盤までは主に漫画版、終盤は主に小説版がベースになっている。全24話。
DVD版では本放送時に放送されなかったシーンなどが追加された無修正版になる。第24回（最終回）のみオープニング曲「パズル」が流れなかった。エンディング曲「もどかしい世界の上で」は第23回のみ流れなかった。
2008年11月および12月にDVD-BOX化で再発売。

### スタッフ
- 原作 - 滝本竜彦・大岩ケンヂ[5]
- 監督 - 山本裕介[5]
- 監督補佐 - 園田雅裕[5]
- シリーズ構成・脚本 - 西園悟[5]
- キャラクターデザイン - 右湊具央、吉田隆彦[5]
- 総作画監督 - 吉田隆彦[7]（第1話 - 第6話）、下谷智之[7]
- 美術監督 - 居垣宏[7]
- 撮影監督 - 北村直樹[7]
- 色彩設計 - 内林裕美[7]
- 編集 - 三嶋章紀[7]
- 音楽 - パール兄弟[5]
- 音響監督 - 塩屋翼[7]
- プロデューサー - 千葉誠[7]、荒井英昌[7]、松井智[7]
- アニメーションプロデューサー - 柴田知典[7]
- アニメーション制作 - GONZO[5]
- 製作 - N.H.Kにようこそ! 製作委員会

### 主題歌
オープニングテーマ
「パズル」（第1話 - 第12話）
作詞 - 伊藤利恵子 / 作曲 - 北川勝利 / 編曲 - ROUND TABLE / ストリングス編曲 - 河野伸 / 歌 - ROUND TABLE feat. Nino
「パズル -extra hot mix-」（第13話 - 第23話）
作詞 - 伊藤利恵子 / 作曲 - 北川勝利 / 編曲 - ROUND TABLE / 歌 - ROUND TABLE feat. Nino
エンディングテーマ
「踊る赤ちゃん人間」（第1話 - 第12話）
作詞 - 大槻ケンヂ / 作曲・編曲 - 橘高文彦 / 歌 - 大槻ケンヂと橘高文彦
「もどかしい世界の上で」（第13話 - 第22話、第24話）
作詞・作曲 - 佐々倉有吾 / 編曲 - 島田昌典 / 歌 - 牧野由依
挿入歌
「ふしぎ・プルプル・プルリン・リン!」（第1話 - 第5話、第8話 - 第11話、第17話、第19話、第20話、第22話）
作詞 - 西園悟 / 作曲・編曲 - 高浪敬太郎 / 歌 - 宍戸留美
「ダークサイドについてきて」（第7話）
作詞 - サエキけんぞう / 作曲 - 窪田晴男 / 歌 - 牧野由依
「夏の日にようこそ!」（第9話）
作詞 - サエキけんぞう / 作曲・編曲 - 窪田晴男 / 歌 - サエキけんぞう
「ようこそ!ひとりぼっち」(第14話)
作詞 - サエキけんぞう / 作曲・編曲 - 窪田晴男 / 歌 - サエキけんぞう
「日本引きこもり協会のテーマ」（第15話）
作詞 - 滝本竜彦 / 作曲・編曲 - 橘高文彦 / 歌 - 大槻ケンヂと橘高文彦
「踊るダメ人間2006」（第15話）
作詞 - 大槻ケンヂ / 作曲 - 大槻ケンヂ、内田雄一郎、筋肉少女帯 / 編曲 - 橘高文彦 / 歌 - 大槻ケンヂと橘高文彦（カウントダウンは小泉豊が叫んだ）

### 各話リスト
| 話数 | サブタイトル                | 絵コンテ     | 演出              | 作画監督                     |
| ---- | --------------------------- | ------------ | ----------------- | ---------------------------- |
| 1    | プロジェクトにようこそ!     | 山本裕介     | 園田雅裕          | 吉田隆彦、下谷智之           |
| 2    | クリエイターにようこそ!     | 山本裕介     | 吉田徹            | 中澤勇一、根岸宏行           |
| 3    | 美少女にようこそ!           | 川畑えるきん | 川畑えるきん      | 川畑えるきん                 |
| 4    | 新世界にようこそ!           | 園田雅裕     | 園田雅裕          | 夏目真悟                     |
| 5    | カウンセリングにようこそ!   | 鏑木ひろ     | 鏑木ひろ          | 長沼範裕                     |
| 6    | クラスルームにようこそ!     | 園田雅裕     | 熊澤祐嗣          | 村井孝司                     |
| 7    | モラトリアムにようこそ!     | 祝浩司       | 祝浩司            | 祝浩司                       |
| 8    | 中華街にようこそ!           | 奥野浩行     | 奥野浩行          | 奥野浩行                     |
| 9    | 夏の日にようこそ!           | 福田道生     | 加藤顕            | 海老原雅夫                   |
| 10   | ダークサイドにようこそ!     | 鏑木ひろ     | 藤本ジ朗          | 野崎真一                     |
| 11   | 陰謀にようこそ!             | 祝浩司       | 祝浩司            | 山川宏治                     |
| 12   | オフ会にようこそ!           | 園田雅裕     | 園田雅裕          | 村松尚靖、片岡英之           |
| 13   | 天国にようこそ!             | 鏑木ひろ     | 鏑木ひろ          | 長沼範裕                     |
| 14   | 現実(リアル)にようこそ!     | 福田道生     | 熊澤祐嗣          | 村井孝司                     |
| 15   | ファンタジーにようこそ!     | 大畑晃一     | 吉田徹            | 根岸宏行、中澤勇一           |
| 16   | ゲームオーバーにようこそ!   | 笹木信作     | 奥野浩行          | 奥野浩行                     |
| 17   | はぴねすにようこそ!         | 祝浩司       | 加藤顕            | 海老原雅夫                   |
| 18   | ノーフューチャーにようこそ! | 福田道生     | 藤本ジ朗          | 山川宏治                     |
| 19   | 青い鳥にようこそ!           | 川畑えるきん | 川畑えるきん      | 川畑えるきん                 |
| 20   | 冬の日にようこそ!           | 園田雅裕     | 祝浩司            | Park Hong-Keun Kim Jung-Chul |
| 21   | リセットにようこそ!         | 熊澤祐嗣     | 熊澤祐嗣          | 村井孝司                     |
| 22   | 神様にようこそ!             | 鏑木ひろ     | 鏑木ひろ          | 長沼範裕                     |
| 23   | 岬にようこそ!               | 笹木信作     | 奥野浩行          | 奥野浩行                     |
| 24   | N・H・Kにようこそ!          | 山本裕介     | 山本裕介 野田啓太 | 下谷智之                     |

### 放送局
出典は右記のものを使用。
| 放送地域 | 放送局           | 放送期間                 | 放送日時                     | 放送区分       | 備考             |
| -------- | ---------------- | ------------------------ | ---------------------------- | -------------- | ---------------- |
| 千葉県   | チバテレビ       | 2006年7月10日 - 12月18日 | 月曜 0:00 - 0:30（日曜深夜） | 独立局         |                  |
| 埼玉県   | テレビ埼玉       | 2006年7月10日 - 12月18日 | 月曜 1:30 - 2:00（日曜深夜） | 独立局         |                  |
| 神奈川県 | テレビ神奈川     | 2006年7月11日 - 12月19日 | 火曜 1:15 - 1:45（月曜深夜） | 独立局         |                  |
| 京都府   | KBS京都          | 2006年7月11日 - 12月19日 | 火曜 1:30 - 2:00（月曜深夜） | 独立局         |                  |
| 岐阜県   | 岐阜放送         | 2006年7月11日 - 12月19日 | 火曜 2:15 - 2:45（月曜深夜） | 独立局         |                  |
| 和歌山県 | テレビ和歌山     | 2006年7月11日 - 12月19日 | 火曜 2:25 - 2:55（月曜深夜） | 独立局         |                  |
| 奈良県   | 奈良テレビ       | 2006年7月12日 - 12月20日 | 水曜 2:15 - 2:45（火曜深夜） | 独立局         |                  |
| 三重県   | 三重テレビ       | 2006年7月12日 - 12月20日 | 水曜 3:10 - 3:40（火曜深夜） | 独立局         |                  |
| 広島県   | 広島ホームテレビ | 2006年7月17日 - 12月24日 | 日曜 2:05 - 2:35（土曜深夜） | テレビ朝日系列 |                  |
| 日本全域 | AT-X             | 2007年2月23日 - 8月3日   | 金曜 11:30 - 12:00           | CS放送         | リピート放送あり |